# Pherepedaliodes naevia
Pherepedaliodes naevia är en fjärilsart som beskrevs av Otto Thieme 1905. Pherepedaliodes naevia ingår i släktet Pherepedaliodes och familjen praktfjärilar. Inga underarter finns listade i Catalogue of Life.